# Simmelberg

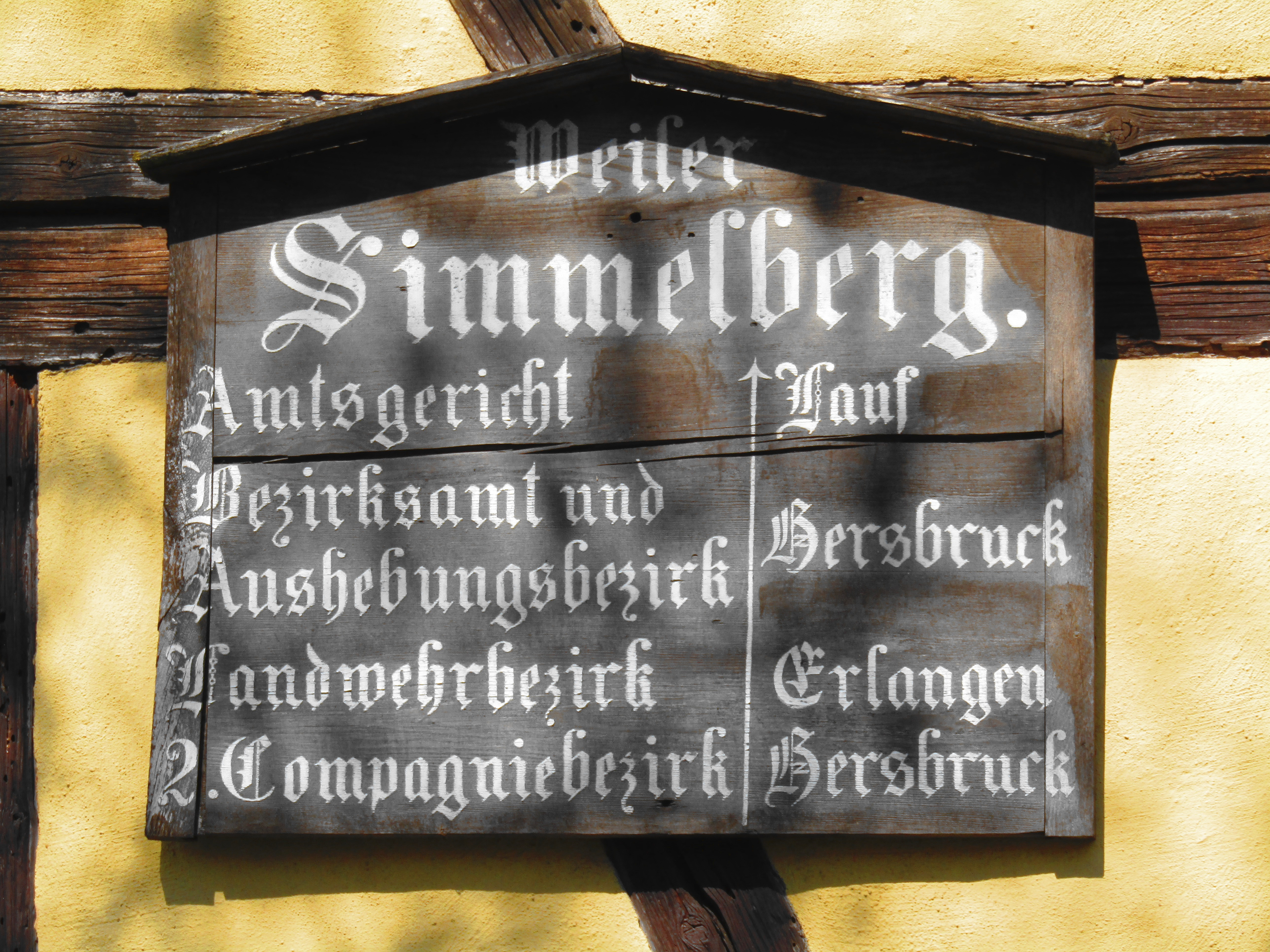
Historische Ortstafel an einer Fachwerkscheune in Simmelberg

Simmelberg ist ein Gemeindeteil der Stadt Lauf an der Pegnitz im Landkreis Nürnberger Land (Mittelfranken, Bayern). Simmelberg liegt in der Gemarkung Oedenberg.

## Lage
Das Dorf liegt in Hanglage an der Wehrgrabenleite. Unmittelbar westlich schließt sich ein Waldgebiet an. Eine Anliegerstraße führt nach Oedenberg (0,7 km südöstlich).

## Geschichte
Die beiden Orte Gaisreuth und Simmelberg gehörten einst zu Oedenberg, ehemals Sitz eines Dienstmannengeschlechts auf dem Boden des Deutschen Reiches. Die erste Erwähnung geht in das Jahr 1287 zurück. Simmelberg wurde mit Oedenberg im Jahr 1796 vom Königreich Preußen übernommen und 1810 bayerisch. Erst 1843 wurde Oedenberg vom Landgericht Erlangen an das Landgericht Lauf umgeordnet und am 1. Juli 1971 in die Stadt Lauf an der Pegnitz eingegliedert.